# Skyddskårskonflikten
Skyddskårskonflikten i Finland 1921 handlar ytterst om statsmaktens band till Finlands skyddskårer.

## Förhistoria
Skyddskårerna hade bildats inför finska inbördeskriget 1918. I augusti månad 1918 utfärdade senaten på organisationens eget initiativ en skyddskårsförordning, som fastslog att kårerna var en del av landets försvarsmakt. Underställningen garanterades i princip av att presidenten utnämnde befälhavare för kårerna. Under Gustaf Mannerheims tid som riksföreståndare hade organisationen bildat en egen huvudstab, som fungerade autonomt i förhållande till armén. Därför var bandet till statsmakten inte entydigt.

## Kulmination
Efter att Hufvudstadsbladet publicerat en artikel 1921 av generalmajor Paul von Gerich, chefen för Helsingfors skyddskårsdistrikt, aktualiserades problemet. Han fördömde i odiplomatiska ordalag Finlands randstatspolitik som kortsiktig med hänvisning till att Tyskland snart skulle resa sig ur sin "förnedring". Udden var riktad mot Frankrike. Regeringen beordrade skyddskårernas överbefälhavare Didrik von Essen efter fransk-italienska påtryckningar att avskeda von Gerich. Essen vägrade och entledigades. Generalmajor Karl Emil Berg utförde ordern, men sköt sig själv efter utskällning från officerskolleger och högerpressen. Han kallades "förrädare".

## Lösning
Regeringen tillmötesgick skyddskårernas önskemål om att skyddskårernas överbefälhavare skulle bli direkt underställd presidenten. Men regeringen godtog inte kravet att Mannerheim skulle bli överbefälhavare. I september utsågs överstelöjtnant Lauri Malmberg till ny överbefälhavare. 